# Финская кухня

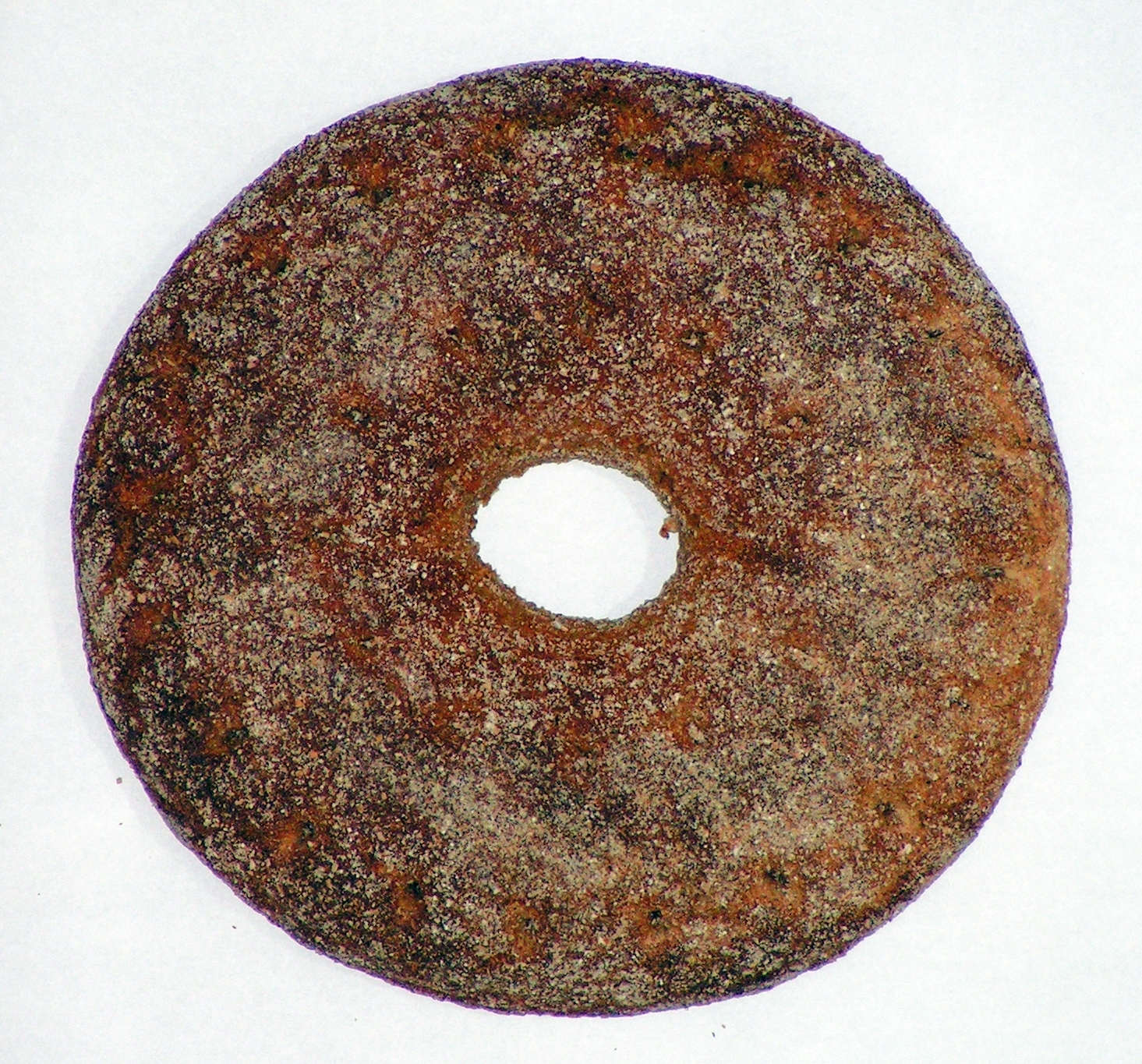
Рейкялейпя — традиционный финский ржаной хлеб

Финская кухня (фин. Suomalainen keittiö, швед. Finländska köket) — традиционная кухня финнов.

## Общая характеристика
Характерной чертой традиционной финской кухни было широкое использование в пищу рыбы (сначала озёрной, позже и морской — лосося, сельди, ряпушки, сига и форели), дичи (северного оленя и лося), лесных ягод и грибов. При этом лесные ягоды, особенно брусника и клюква (в виде мочёной ягоды, варенья или желе) активно используются в качестве соуса или гарнира для блюд из мяса и дичи; с мочёной брусникой подают и одно из традиционных финских блюд — крупяные колбаски (из рисовой и перловой крупы).
В традиционной финской кухне широко использовалась ячневая крупа, которую предварительно замачивали в простокваше. Финская кухня имеет общие черты как с кухней скандинавских стран (главным образом Швеции), с которой делит целый ряд блюд (например, граавилохи, тефтели — фин. lihapullat), так и с русской кулинарной традицией: ср. русский рыбник и финский калакукко, русские калитки и финско-карельские карельские пирожки (фин. karjalanpiirakat).
Некоторые особенности финской кухни сравнительно редко наблюдаются в кухнях других народов:
- сочетание в блюдах разных видов мяса, например, говядины, свинины и баранины в рагу по-карельски (фин. karjalanpaisti);
- сочетание мяса и рыбы (калакукко);
- использование одновременно молока и рыбы, например в калакейтто (фин. kalakeitto);
- обилие запеканок (из капусты, брюквы, картофеля, моркови, макарон, печени), приготовление которых обычно привязано к праздничному календарю. Так, одно из традиционных рождественских блюд — печёночная запеканка максалаатикко (фин. maksalaatikko);
- множество сортов чёрного хлеба и вообще блюд из ржаной муки (мямми, султсина);
- употребление в пищу многих видов грибов, как правило пластинчатых, например, лисичек и строчков (Gyromitra esculenta), из которых делается изысканнейшее рагу (фин. korvasienimuhennos).

## Рыбные блюда
Финская кухня в наибольшей степени богата рыбными блюдами. Рыба готовится и аналогично другим кухням (закуски, супы, салаты, в печёном, жареном и копчёном виде, на гриле, на открытом огне — лоймулохи), и специфическими финскими способами — например, тушёная в молоке. Ряд рыбных блюд не предполагает температурной обработки и характерен для всех северных европейских народов, например граавилохи.

## Мясные блюда

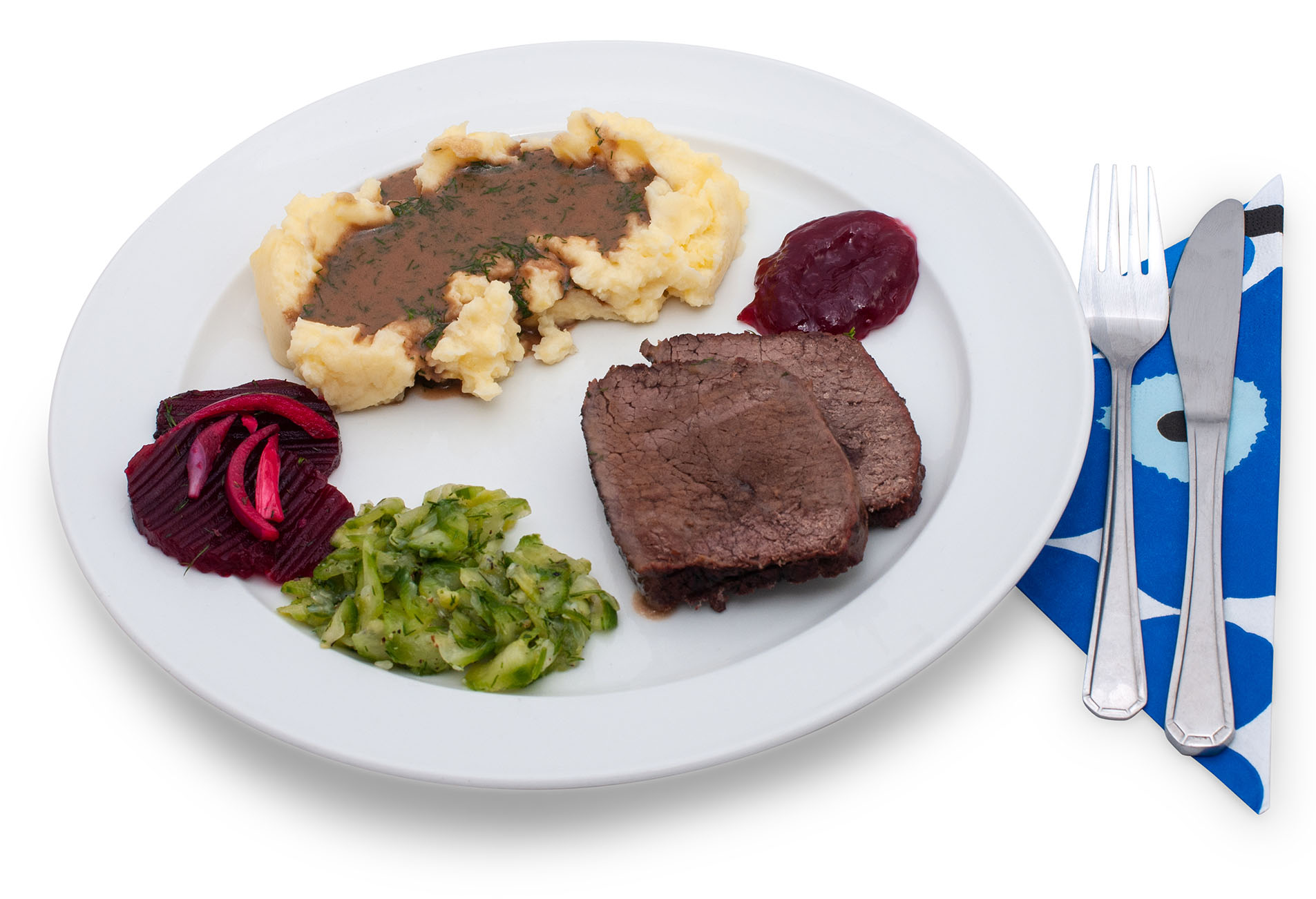
Жаркое из лося

Финские мясные блюда являются в значительной степени результатом влияния шведской кухни (например, мясные тефтели, широко известные во всём мире под названием «шведские фрикадельки»). Типично финскими можно считать блюда из оленины и мяса диких животных, в частности, из лосятины и медвежатины (в связи с существенным ростом популяций лосей и медведей выдаётся довольно много лицензий на их отстрел).

## Гарниры
В качестве гарнира наиболее часто едят блюда из картофеля, особенно пюре с добавлением жирных сливок. Другие овощи используются гораздо реже. Традиционным вторым блюдом считается калалаатикко (тушёный картофель с сельдью), а также разнообразные каши, например, кааливелли — капустная каша, для приготовления которой, помимо капусты, используется перловая крупа, горох, морковь, брюква и молоко.

## Хлеб
Широко распространён ржаной хлеб, который выпекается в виде круглых караваев или лепёшек с отверстием в центре. Некоторые его сорта, например рейкялейпя (фин. reikäleipä), предполагают долгое хранение в подсушенном виде. Интересны картофельные лепёшки (фин. perunarieska), особенно в сочетании с граавилохи. В последнее время популярны сорта хлеба с высоким содержанием овса (кауралейпя, фин. kauraleipä). Широкую известность, в том числе за пределами Финляндии, получил калакукко (фин. kalakukko, дословно — «рыбный петух»), пирог из пресного ржаного теста с начинкой из рыбы и бекона (сала). Он считается рождественским деликатесом.

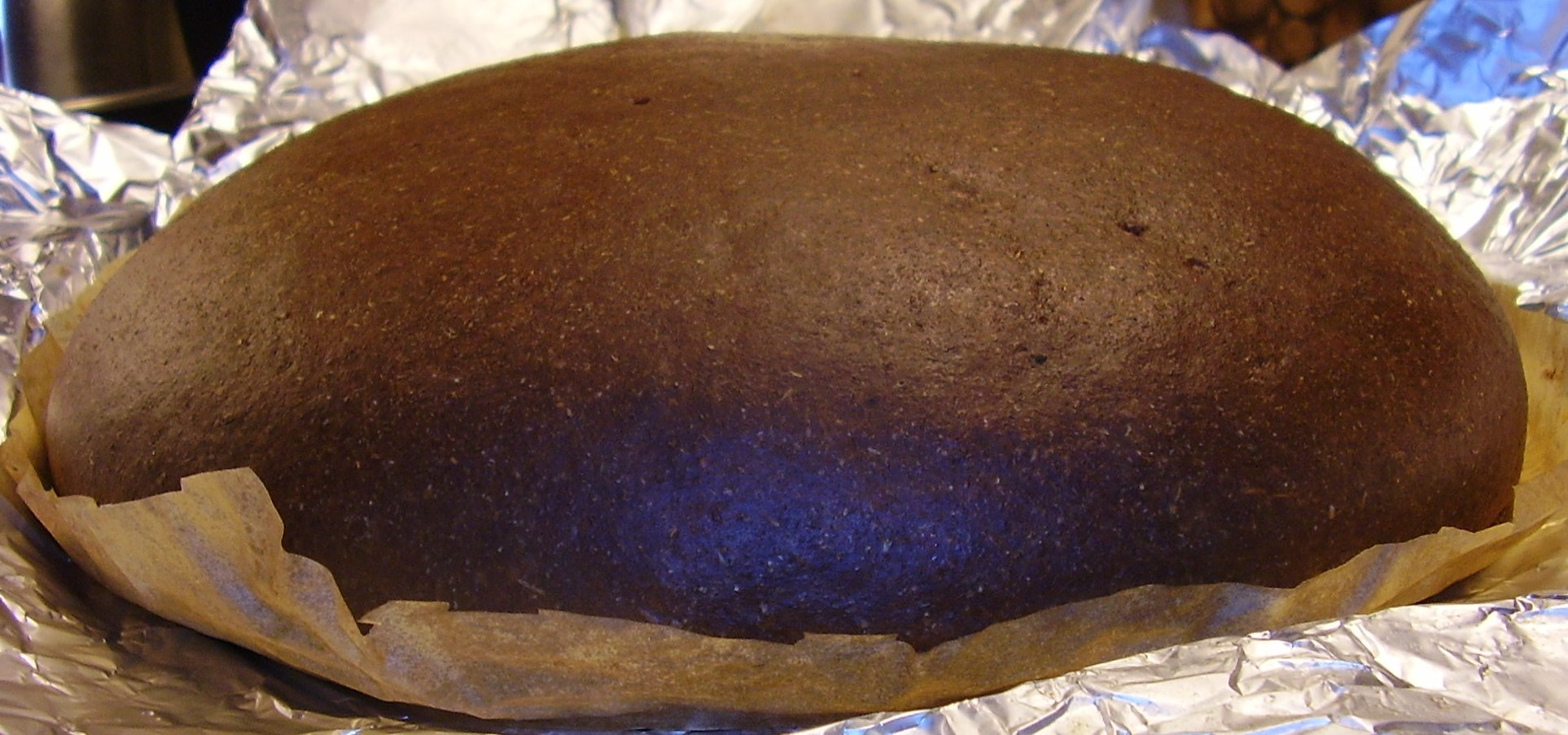
Калакукко — пирог из рыбы с салом, запечённый в ржаном тесте

## Супы
Супы в Финляндии готовятся редко, часто только на праздники, и относятся к достаточно важным блюдам (только некоторые супы, например гороховый суп «хернекейтто» (фин. hernekeitto) прочно ассоциируются с будничным меню), что связано с кулинарным влиянием Швеции, под властью которой страна находилась до начала XIX века (для шведской повседневной кухни характерен именно «холодный стол»). Традиционным финским супом является калакейтто — рыбный суп на молоке или сливках. Ещё одно традиционное первое блюдо — климписоппа: суп с клёцками. В состав рыбных блюд и супов нередко входят молочные продукты — молоко, сливки, йогурт, масло, творог. Такое сочетание в других кухнях мира встречается довольно редко.

## Молочные продукты

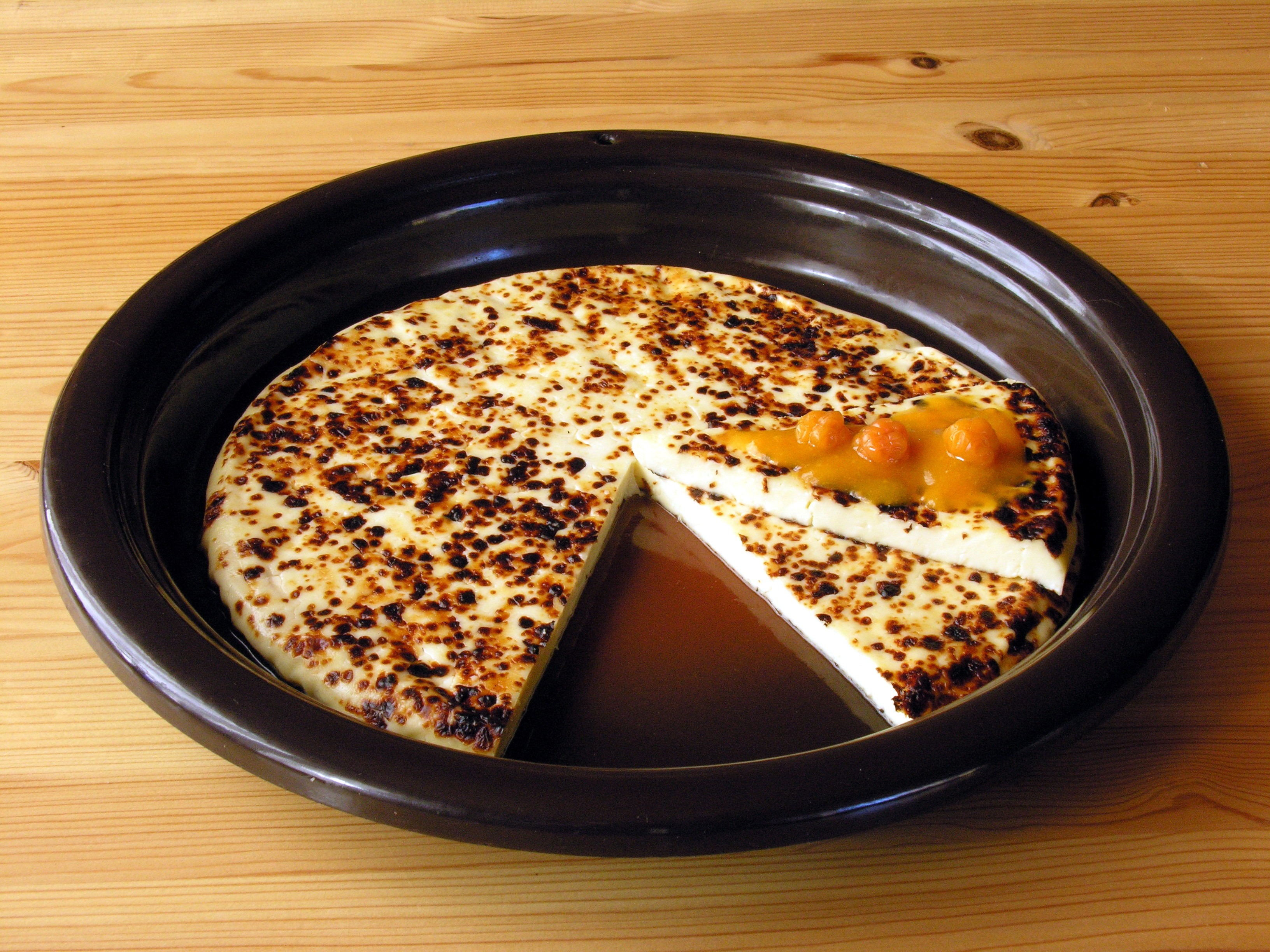
«Сырный хлеб» с морошковым вареньем

Среди характерных для финской кухни молочных продуктов можно назвать лейпяюусто, «сырный хлеб» (фин. leipäjuusto) — сырный продукт низкой солёности и кислотности, запекаемый в печи или духовке и сервируемый с вареньем из морошки. Среди кисломолочных продуктов популярностью пользуется виили (кисло-сладкий продукт, похожий на простоквашу).

## Выпечка
Характерной чертой финской кухни являются открытые ягодные пироги, обычно на песочном или творожном тесте. В качестве начинки используется черника, брусника, красная и чёрная смородина, заливаемые сливками. Интересным блюдом финской кухни представляются блины из ржаной муки султсина, подаваемые со сливками и коричным сахаром.

## Десерты

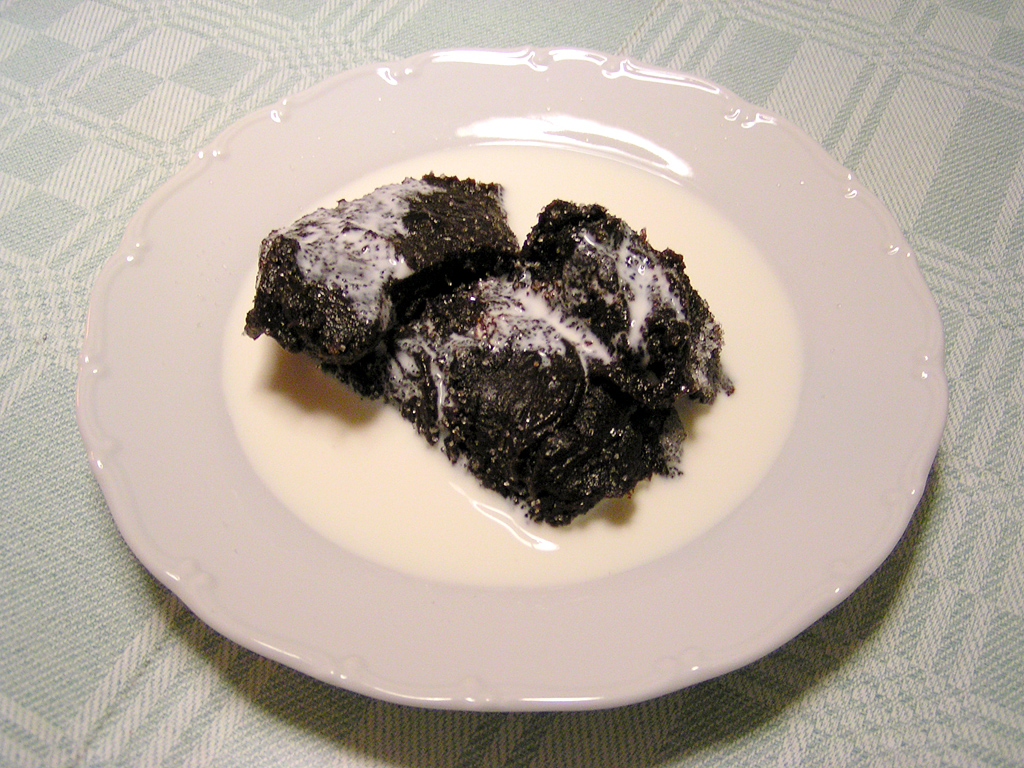
Мямми

Финский десертный стол составляют кисели (фин. kiisseli), подаваемые холодными сладкие каши со взбитым вареньем, ягодами или сливками (фин. vispipuuro) и просто взбитые охлаждённые, обычно нежирные сливки со свежими ягодами. Интересным блюдом, одним из символов финской кухни, вызывающим у гурманов полярные эмоции, является пасхальный десерт из ржаной муки и солода мямми.

## Напитки
Из безалкогольных напитков финны чаще всего пьют кофе, из алкогольных — пиво.
Ещё финны готовят на первомайские праздники (Vappu) игристый напиток Сима (Sima), лёгкий, слабоалкогольный либо безалкогольный. На Рождество (Joulu) и перед ним Малое Рождество (Pikkujoulu) напиток Глёги (Glögi), также безалкогольное либо содержащее алкоголь.